# クリスチャン・ノーダル
クリスチャン・ヘスス・ゴンサレス・ノダル（Christian Jesús González Nodal, 1999年1月11日 - ）は、メキシコのシンガーソングライター。ソノラ州カボルカ出身。
2016年にFonovisaレコードレーベルとしてリリースされた彼の最初のシングル「Adiósamor」は、YouTubeで、9億1千万回以上再生された。2019年に2枚目のアルバム「Now」をリリースした。 彼は、«テキーラ»でフアネスなどのコロンビアのアーティストと、彼のアルバムAhora（2019）に属する«Esta noche»の曲でセバスチャンヤトラと、アーバンが少し融合した«Pa 'forget me it it»でPiso 21などのコロンビアのアーティストと協力して何とか仕事をしました。 ランチェラとともに、彼女のアルバム「Ahora」「El dolor con el liquor」と「Juro por esta」に2曲を提供したJessi Uribeと、「Perdón」の曲とMalumaとともに。

## ディスコグラフィー
- 2017：Me dejé llevar (夢中になりました)
- 2019：Ahora (今)
- 2020：AYAYAY